# Rue Antoine-Darquier
La rue Antoine-Darquier (en occitan : carrièra d'Antòni d'Arquièr) est une voie de Toulouse, chef-lieu de la région Occitanie, dans le Midi de la France.

## Situation et accès

### Description
La rue Antoine-Darquier est une voie publique. Elle se trouve au sud du quartier quartier Saint-Étienne, dans le secteur 1 - Centre.
Cette rue, large de 4 à 6 mètres, naît perpendiculairement à la grande-rue Nazareth et suit un parcours rectiligne. Elle reçoit la rue Furgole sur la gauche avant de se terminer au croisement de la rue des Fleurs.
La chaussée compte une seule voie de circulation automobile en sens unique, de la rue des Fleurs vers la grande-rue Nazareth. Elle est définie comme une zone de rencontre et la vitesse y est limitée à 20 km/h. Il n'existe pas de bande, ni de piste cyclable, quoiqu'elle soit à double-sens cyclable.

### Voies rencontrées
La rue Antoine-Darquier rencontre les voies suivantes, dans l'ordre des numéros croissants :
1. Grande-rue Nazareth
2. Rue Furgole (g)
3. Rue des Fleurs

### Transports
La rue Antoine-Darquier n'est pas directement desservie par les transports en commun Tisséo. La navette Ville passe cependant à proximité immédiate, dans la grande-rue Nazareth et rue Théodore-Ozenne, où se trouvent également les arrêts de la ligne de bus 44. De plus, la rue du Languedoc est parcourue par la ligne du Linéo L4. On y trouve également la station Carmes de la ligne de métro . À l'ouest se trouve la station Palais-de-Justice de la même ligne de métro, et la station du même nom de la ligne de tramway .
Si elle n'abrite pas de station de vélos en libre-service VélôToulouse, la rue Antoine-Darquier se trouve cependant à proximité immédiate de la station no 47, au carrefour de la rue du Languedoc et de la grande-rue Nazareth.

## Odonymie

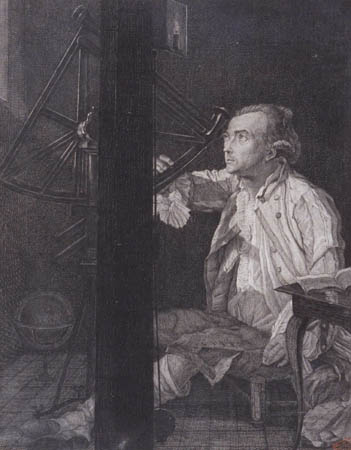
Portrait d'Antoine Darquier de Pellepoix (Archives municipales de Toulouse).

Le nom de la rue rend hommage à Antoine Darquier de Pellepoix, astronome toulousain qui découvrit la nébuleuse de la Lyre et vécut dans l'hôtel que possédait sa famille dans la rue et où il avait d'ailleurs son observatoire (actuel no 8). Receveur général du clergé avant la Révolution française, correspondant de l'Académie des sciences de Paris, puis de la première classe de l'Institut de France (classe des sciences physiques et mathématiques), il fut un savant reconnu et estimé.
La rue ne portait pas de nom spécifique jusqu'au XVIe siècle. À la fin de ce siècle, elle prit le nom du propriétaire d'un immeuble (actuel no 6) et devint la rue Dumas. Au début du XVIIe siècle, elle était appelée rue du Soleil, probablement à cause d'une auberge qui avait cette enseigne. À la fin du même siècle, elle prit cette fois le nom du président au parlement Latomy qui y avait son hôtel. En 1794, pendant la Révolution française, la rue fut quelque temps désignée comme la rue de la Divinité, en l'honneur de l'Être suprême dont le culte était institué en mai 1794 par Robespierre. Finalement, le nom d'Antoine Darquier de Pellepoix fut donné à la rue à la suite d'une initiative lancée le 26 mars 1806 par le Journal de la Haute-Garonne, peu de temps après la mort du célèbre astronome, le 18 janvier 1802 à Beaumont-de-Lomagne. Une ordonnance du 15 avril 1806 approuva ce changement,.

## Histoire

### Moyen Âge et période moderne
Au Moyen Âge, l'actuelle rue Antoine-Darquier appartient au capitoulat de Saint-Barthélémy. Ce n'est alors qu'une rue étroite, bordée de quelques maisons. La population du quartier a accès à un puits public, sur la petite place qui se forme devant l'église Saint-Barthélémy (face aux no 1 et 2 rue du Languedoc). On trouve également, dans la rue voisine, la rue de la Souque-d'Albigès (actuelle grande-rue Nazareth), un four public, qui appartient aux comtes de Toulouse, simplement connu comme le four de la Souque d'Albigès. Une auberge, à l'enseigne du Soleil s'installe dans la rue.
Le quartier se transforme considérablement à partir du XIVe siècle, avec le développement de l'administration royale, qui occupe le Château narbonnais et plusieurs bâtiments des rues voisines, autour de la place du Salin et de la place du Château (côtés nord et sud de l'actuelle place du Salin) – sénéchaussée et ses prisons, trésorerie, hôtel de la monnaie, salin, et parlement à partir de 1443. Progressivement, la population de la rue change et, déjà à la fin du XVe siècle, elle est composée presque exclusivement d'hommes de loi et de parlementaires – avocats, conseillers, procureurs ou présidents au parlement. À partir du XVIe siècle, les riches familles toulousaines se font construire de belles demeures le long de la rue. Ainsi, au XVIe siècle, Nicolas de Latomy, président au parlement entre 1547 et 1587, habite un hôtel particulier de la rue (emplacement de l'actuel no 6). À la fin du siècle, le procureur au parlement Paul Galan fait construire son hôtel particulier dans le style de la Renaissance tardive (actuel no 11), face à l'hôtel de Nicolas de Boysset, trésorier du domaine (actuel no 10).
Les constructions se poursuivent, dans les goûts classique, au XVIIe siècle, et néo-classique, au XVIIIe siècle. On compte de simples immeubles (actuels no 1, 7 et 9 ; no 12 et 14), mais aussi plusieurs hôtels particuliers, qui abritent l'aristocratie toulousaine, tels l'hôtel Darquier, construit pour la famille de ce nom au XVIIe siècle (actuel no 8), l'hôtel Quinquiry, réaménagé vers 1728 pour Jean de Quinquiry, avocat au parlement (actuel no 11), l'hôtel Fajole, aménagé en 1744 pour Jean-Claude-Anselme de Fajole, conseiller au parlement (actuels no 12-14), et l'hôtel de Clergues, construit pour un procureur au parlement en 1772 (actuel no 3), ainsi que plusieurs hôtels dont les premiers propriétaires sont aujourd'hui oubliés (actuels no 5 ; no 2, 4 et 6). Parmi les personnages notables se détache la figure d'Antoine Darquier de Pellepoix, receveur général du clergé. Passionné d'astronomie, il fréquenta l'académie des sciences de la ville et installa un des premiers observatoires de la ville dans son hôtel,.

### Époque contemporaine
La Révolution française amène des bouleversements. Pendant la Terreur, entre 1793 et 1794, les parlementaires toulousains sont inquiétés, considérés comme suspects. En novembre 1793, Jean-François de Rochefort, qui habite un hôtel particulier de la rue Latomy (actuel no 9), conseiller au parlement, est arrêté et jeté en prison à la Visitation (emplacement de l'actuel no 49 rue Charles-de-Rémusat). Libéré, il est de nouveau arrêté le 12 mai 1794. Cette fois, il est mené à Paris pour y être jugé et, condamné à mort, guillotiné place de la Révolution, le 14 juin de la même année.
Au XIXe siècle, le quartier de la rue Darquier conserve un caractère profondément aristocratique. En 1907, l'Automobile Club Toulousain – devenu l'Automobile Club du Midi en 1921 –, qui regroupe depuis 1898 une cinquantaine d'adhérents, amateurs des premières automobiles, compte pas moins d'une vingtaine de personnes issues de la noblesse,. De 1940 à 1941 au moins, la Croix-Rouge polonaise avait une infirmerie dans l'ancien hôtel de Quinquiry (actuel no 11).

## Patrimoine et lieux d'intérêt

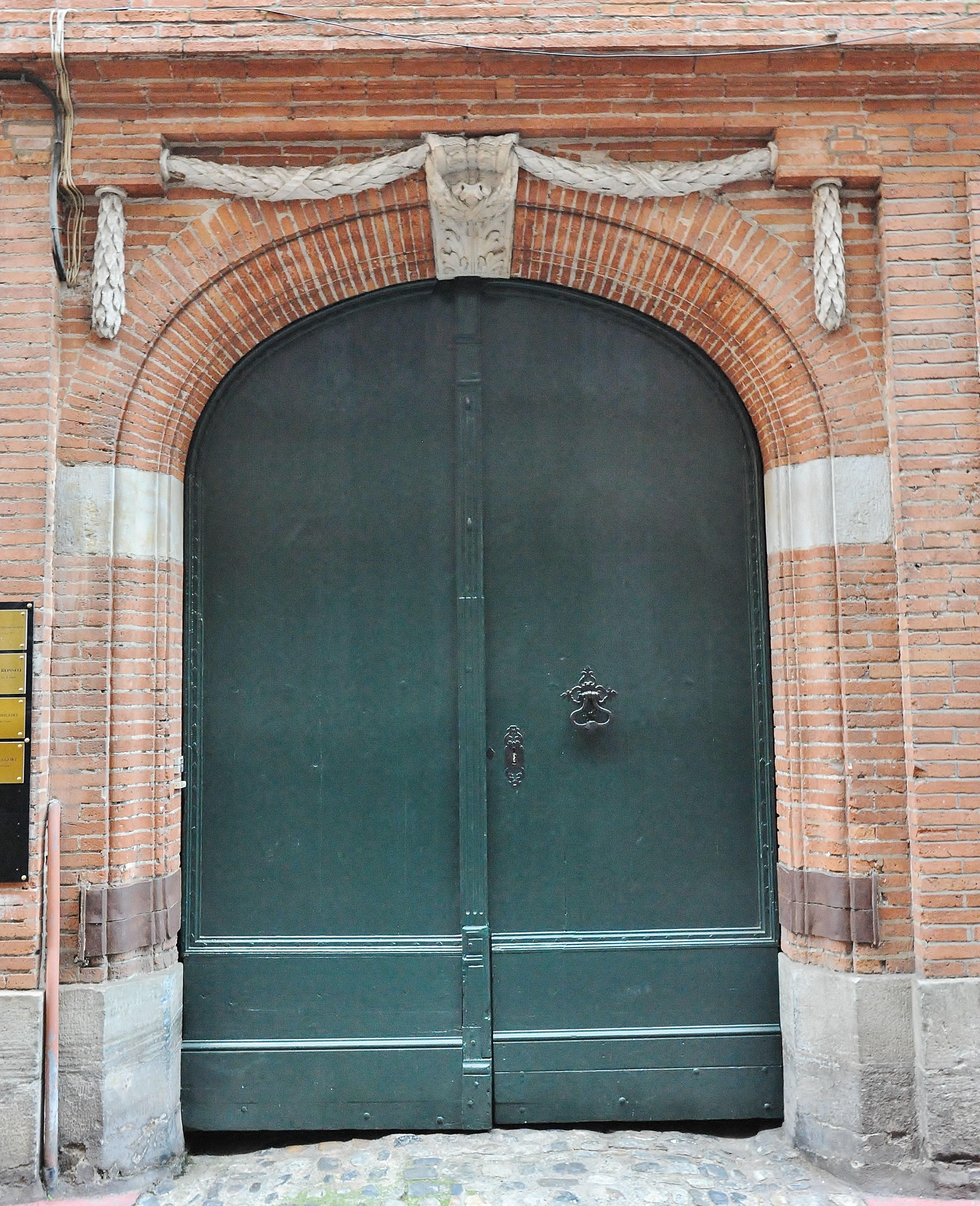
no 3 : portail de l'hôtel de Clergues.

- no  3 : hôtel de Clergues. 
L'hôtel, de style classique, est construit pour le procureur au parlement Clergues, devenu propriétaire des lieux en 1751, dans le troisième quart du XVIIIe siècle : les travaux sont achevés en 1772 d'après la clé du passage d'entrée. L'hôtel, qui s'élève sur deux étages carrés, développe une longue façade, au centre de laquelle s'ouvre un portail surmonté d'une guirlande festonnée. Dans la cour intérieure, les pans de bois sont recouverts d'enduit[12].

- no  5 : hôtel particulier. 
L'immeuble, reconstruit au XIXe siècle, conserve des éléments plus anciens dans la cour intérieure, tels que la porte avec son blason martelé datant du XVe siècle[13].

- no  8 : hôtel Darquier. 
Un hôtel particulier est construit, probablement au cours du XVIIIe siècle, par Jean-Pierre Darquier, seigneur de Beaumont et receveur des tailles de l'élection de Lomagne, qui réunit en 1750 deux maisons contiguës. Construit sur deux étages carrés et un étage de comble à surcroît, il ne présente pas d'élément remarquable[8],[14].

- no  10 : hôtel de Boysset. 
L'hôtel est construit au milieu du XVIe siècle pour Nicolas de Boysset, trésorier du Domaine. Il conserve des fenêtres à meneaux de la Renaissance. Le dernier étage est ouvert par des mirandes[15].

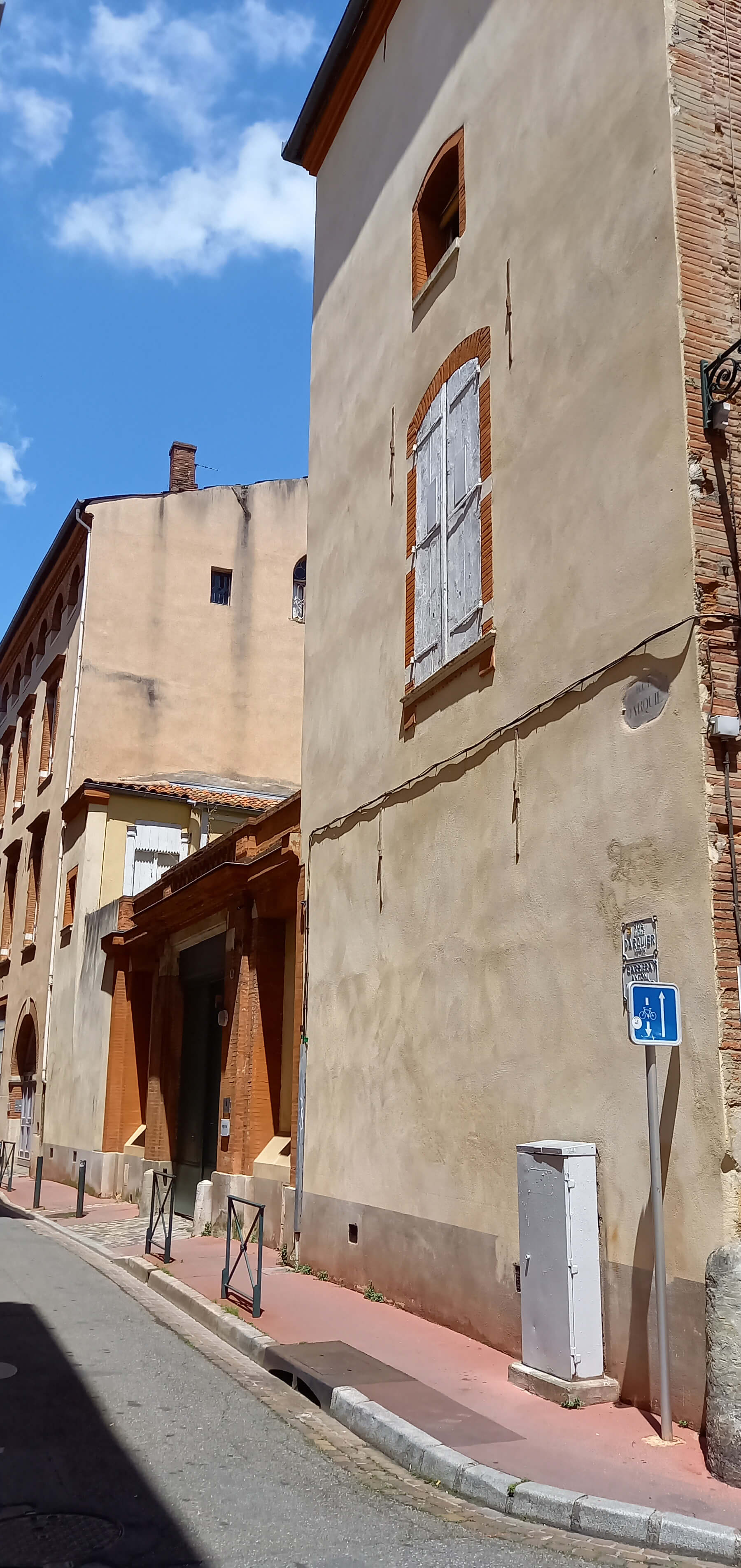
no 11 : façade de l'hôtel de Quinquiry.

- no  11 : hôtel de Quinquiry. 
L'hôtel est construit à la fin du XVIe siècle ou au début du siècle suivant, peut-être pour le procureur au parlement Jean Galan. Les élévations sur cour avec deux fenêtres à meneaux et les mirandes sont typiques de la Renaissance tardive. La tour capitulaire est de forme rectangulaire et est sommée d'une mirande. Des modifications sont engagées par Jean de Quinquiry, avocat et capitoul, devenu propriétaire de l'hôtel en 1724. Les travaux transforment profondément les façades et le portail dans le goût classique alors en vogue. L'architecte Augustin Callebat effectue des transformations à l'édifice en 1940[16].

- no  12-14 : hôtel Fajole ; Maison de l'Avocat. 
Cet hôtel est construit en 1744 pour le conseiller au parlement Jean-Claude-Anselme de Fajole, qui a racheté trois immeubles entre la rue des Fleurs, la rue des Azes et la rue Antoine-Darquier. L'immeuble à l'angle de la rue des Fleurs (actuel no 14) a conservé une corniche en pierre gothique et une petite fenêtre à accolade du même style, qui pourraient dater du XVe siècle. L'immeuble a cependant été repris au XVIIe siècle, tout comme l'immeuble voisin (no 12), où on trouve encore trois fenêtres à meneaux en boiseries sculptées de la Renaissance tardive et ornés de motifs végétaux et anthropomorphes. L'élévation est couronnée d'une corniche à modillons[17]. L'hôtel abrite aujourd'hui la Maison de l'Avocat de Toulouse et l'ordre des avocats à la cour d'appel.

## Personnalités
- José Cabanis (1922-2000) : c'est dans l'immeuble de ses parents qu'est né, le 24 mars 1922, l'écrivain José Cabanis (actuel no 5).
- Antoine Darquier de Pellepoix (1718-1802) : il vécut dans l'hôtel qu'avait fait construire son père. Il se consacra à l'astronomie et y installa un observatoire astronomique[1].